# Chrysopogon (djur)
Chrysopogon är ett släkte av tvåvingar. Chrysopogon ingår i familjen rovflugor.

## Dottertaxa tillChrysopogon, i alfabetisk ordning[1]
- Chrysopogon agilis
- Chrysopogon albopunctatus
- Chrysopogon albosetosus
- Chrysopogon aureocinctus
- Chrysopogon aureus
- Chrysopogon bellus
- Chrysopogon bicolor
- Chrysopogon brunnipes
- Chrysopogon castaneus
- Chrysopogon catachrysus
- Chrysopogon conopsoides
- Chrysopogon crabroniformis
- Chrysopogon daptes
- Chrysopogon dialeucus
- Chrysopogon diaphanes
- Chrysopogon fasciatus
- Chrysopogon fuscus
- Chrysopogon gammonensis
- Chrysopogon harpaleus
- Chrysopogon horni
- Chrysopogon leucodema
- Chrysopogon megalius
- Chrysopogon melanorrhinus
- Chrysopogon melas
- Chrysopogon micrus
- Chrysopogon muelleri
- Chrysopogon pallidipennis
- Chrysopogon papuensis
- Chrysopogon paramonovi
- Chrysopogon parvus
- Chrysopogon pellos
- Chrysopogon pilosifacies
- Chrysopogon proximus
- Chrysopogon punctatus
- Chrysopogon queenslandi
- Chrysopogon rubidipennis
- Chrysopogon rufulus
- Chrysopogon rutilus
- Chrysopogon sphecodes
- Chrysopogon splendidissimus
- Chrysopogon trianguliferus
- Chrysopogon whitei
- Chrysopogon xanthus